# 니콜라이 굴랴예프 (스피드스케이팅 선수)
니콜라이 알렉세예비치 굴랴예프(러시아어: Никола́й Алексе́евич Гуля́ев, 1966년 1월 1일~)는 소련과 러시아의 은퇴한 스피드스케이팅 선수, 지도자이다. 1988년 동계 올림픽 1000m 종목에서 금메달을 획득했으며, 1987년에 세계 올라운드 선수권 대회와 유럽 선수권 대회에서 우승을 차지했다.